# Бавовна

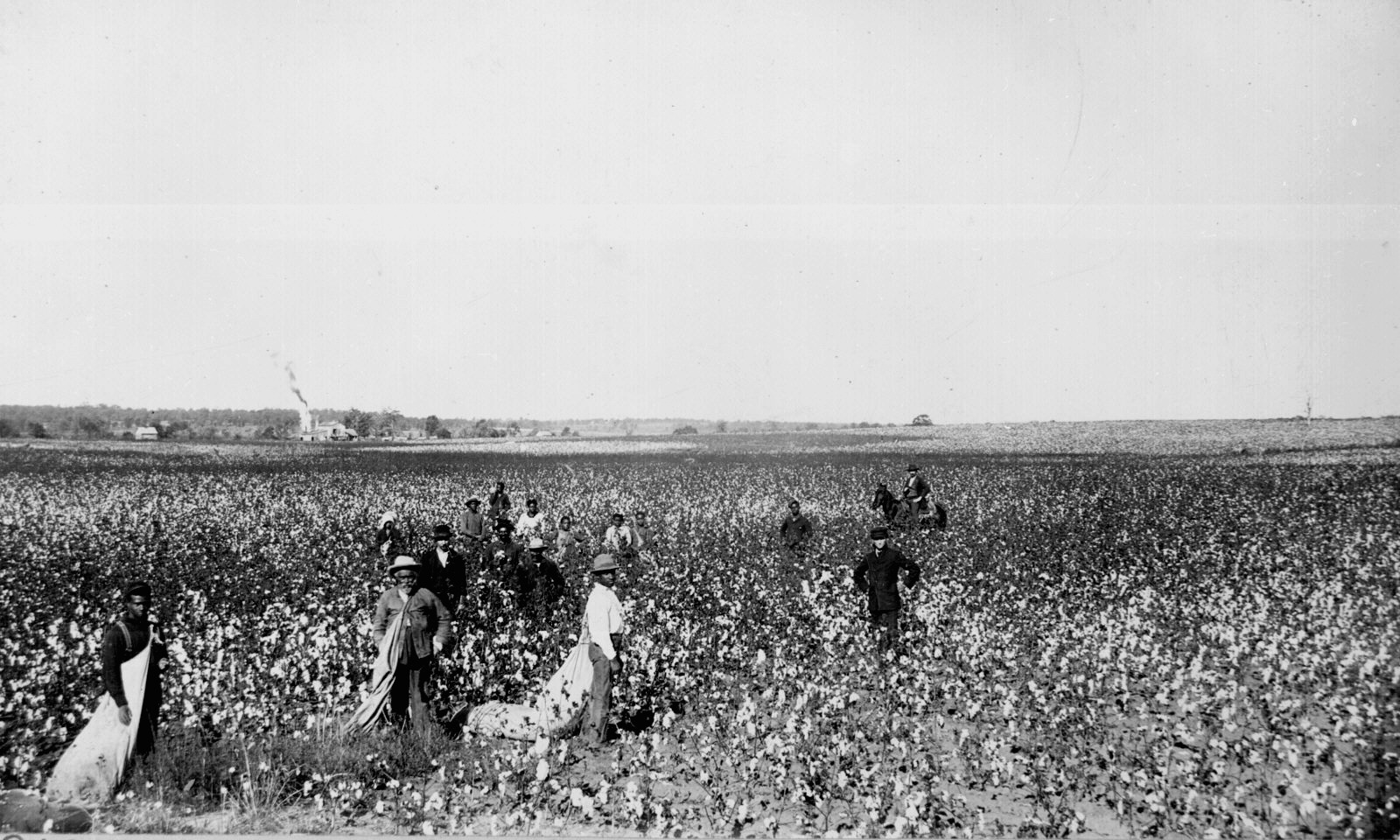
Збір бавовни в Оклагомі, США, 1890

Баво́вна — текстильне волокно рослинного походження. Волокно є волосками на насінинах бавовнику — кущоподібної рослини роду Gossypium, яка займає одне з провідних місць серед технічних сільськогосподарських культур.
Це найважливіше натуральне волокно, що використовується в текстильному виробництві для одягу, товарів для дому і промислової продукції, і становить близько 40 % всіх текстильних волокон у світі станом на 2004 рік. Щорічно, у світі виробляється понад 25 млн тонн бавовни у близько 80 країнах. Бавовна — основа легкої промисловості.
У світовій практиці волокна мають різні позначення на етикетках: cotton, coton, katoen, baumwolle.
Під час російського вторгнення в Україну в розмовній українській мові словом «бавовна» називають вибухи на підконтрольній Росії території (від омографічної подібності слів рос. «хло́пок» і рос. «хлопо́к» — «вибух» у російській новомові).

## Етимологія
Сучасне українське слово бавовна походить від ст.-укр. баволна. Воно запозичене з нім. Baumwolle через посередництво чеськ. bavlna та пол. bawełna. Німецьке слово утворене від Baum («дерево») + Wolle («вовна») — внаслідок поширеної тривалий час у Європі хибної думки, що бавовна росте на деревах. Українська форма зумовлена зближенням зі словом вовна.
Англійська назва cotton походить через старофр. coton від арабської назви qutun, яка означає «бавовняне волокно» і має, очевидно, давньоєгипетське походження. Іспанська назва algodón має ту саму етимологію.

## Історія
Бавовна є одним з найстаріших природних матеріалів — людина використовує його понад 12 тисячоліть. У 2002 р. бавовну вирощували на площі 330 000 км² в «теплому поясі» земної кулі і отримали 21 млн тонн сировини.
Використання бавовни як сировини для виробництва тканин почалось пізніше, ніж виникло льонопрядіння. Це пояснюється тим, що відносно невелика довжина волокон бавовни вимагала для її обробки складнішої техніки.. Водночас розмаїття видів бабовнику дозволило його одомашнити мешканцям різних континентів незалежно один від одного.
Вже початку VI тисячоліття до н. е. з бавовнику барбадоського робили тканину в Перу — у місцевості Уака-Пріета. Згодом — в VI—IV тисячоліттях до н. е. у Мексиці одомашнили бавовник звичайний, наприкінці VI тисячоліття до н. е. в Нубії (теперішньому Судані) — бавовник трав'яний, а в долині Інду — бавовник деревоподібний.
Першим знаряддям для очищення бавовни від насіння в Індії була так звана «чурка», яка складалась з двох валків, причому верхній був нерухомий, а нижній обертався рукояткою. Бавовна з насінням подається між валиками, валик захоплює волокно і протягує його на другу сторону, а насіння, яке не може пройти між валиками, відривається і падає попереду. При цій операції два-три змінних робітники могли очистити за день не більш 6—8 кг чистої бавовни. Тому про велике і дешеве виробництво бавовни не могло бути й мови.

## Будова волокон
Бавовняне волокно — найчистіша природна целюлоза — містить 85-90 % целюлози.
Бавовна являє собою тонкі, короткі, м'які пухнасті волокна. Волокно кілька разів скручено навколо своєї осі. Бавовна-волокно має вигляд дуже подовженої тоненької в багатьох місцях перекрученої трубочки. Всередині волокна по усій його довжині проходить вільна порожнина — канал. Зверху волокно покрите тоненькою оболонкою — кутикулою. У місці, де волокно прикріплене до насінини, канал виходить на поверхню. Інший кінець бавовняного волокна поступово звужується і щільно закритий. У кожному зразку бавовняного волокна існує значна різниця по виду, товщині, ширині каналу, ступені скрученості.

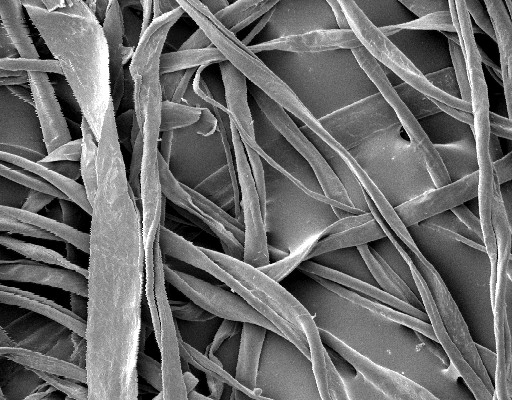
Бавовняне волокно під електронним мікроскопом

В будові бавовняного волокна розрізняють три головні частини:
- кутикула — тонка захисна оболонка, що покриває волокно ззовні; напівпроникна мембрана. За хімічним складом відрізняється від клітинної целюлозної стінки більшою стійкістю до дії різних реагентів (лугів, відбілювачів і т. ін.). Кутикула нестійка до кислотних обробок;
- клітинна целюлозна стінка волокна. Клітинна стінка неоднорідна і має складну будову. Вона складається з великої кількості концентричних шарів або, як деякі дослідники називають «шарів росту». Процес відкладання целюлози відбувається безперервно, але швидкість його змінюється від температури і від умов освітлення. Окрім структури, обумовленої концентричною шаруватістю волокна, в ньому часто можна спостерігати признаки іншої структури — спіральної.[11] При руйнуванні волокно часто розпадається на дрібні довгасті паличкоподібні частинки.[11] У процесі розпаду волокна спостерігається, що шари складаються із частинок, розташованих не за віссю волокна, а по спіралям вздовж волокна. Такий розпад волокна спостерігається при набуханні волокон під дією деяких хімічних реагентів. Крім того, складність будови бавовняного волокна проявляється при спостеріганні волокна в сірчаній кислоті — розчинна властивість кислоти проявляється нерівномірно до різних місць клітинної стінки, що може бути признаком наявності в стінці волокна так званих поперечних елементів.[11] Таким чином при різних обробках волокна виявляються різні признаки його структури;
- канал волокна, заповнений залишками клітинного соку чи повітрям.

## Властивості волокон

Кодовий символ вказує, що бавовна може бути вдруге перероблена

Для бавовни характерні відносно висока міцність, хімічна стійкість (волокно довгий час не руйнується під впливом води і світла), теплостійкість (130—140 °C), середня гігроскопічність (18-20 %) і мала частка пружної деформації, внаслідок чого вироби з бавовни сильно мнуться. Стійкість бавовни до стирання невелика.
На одній і тій самій насінині бавовнику волокна мають різну довжину і властивості. Довжина волокон бавовни різна — від 10,3 до 60 мм. Бавовняне волокно тонке (середня товщина 20—22 мк), але дуже міцне (витримує навантаження 4,5-5г). Воно дешеве, добре фарбується.
У волокна існує певне співвідношення між зовнішнім виглядом і його віком. На цьому засновано методи визначення зрілості бавовняного волокна шляхом мікроскопії: бавовняний лінт обробляють лугом, промивають водою і після цього фарбують конго-червоним барвником. Цим досягається вельми чітке розділення всіх волокон на чотири групи. Фарбування конго-червоним дає додаткові признаки для розрізнення волокон середнього ступеню зрілості.

### Переваги
- М'якість
- Хороша поглинаюча здатність в теплу пору
- Легкість фарбування
- Здоровий, натуральний матеріал
- Не шкідливе для здоров'я

### Недоліки
- Легко мнеться
- Має тенденцію до усадки
- Жовтіє на світлі

## Збір і обробка бавовни-сирцю

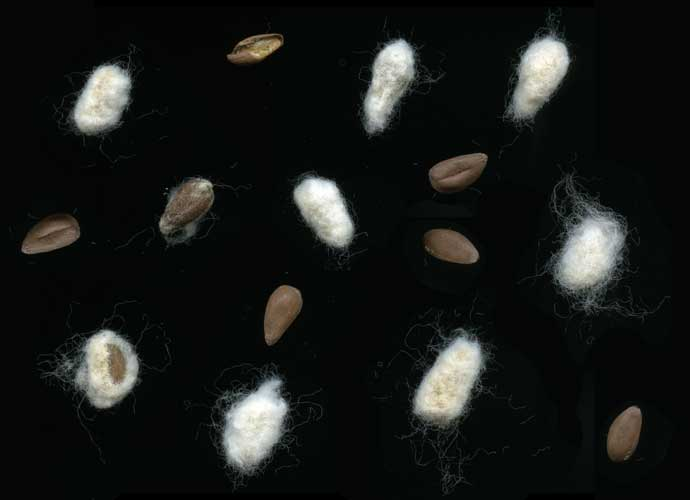
Насіння бавовнику

Бавовник пишно розростається. У висоту піднімається вище пояса людини. Квітка цвіте тільки один день і залишає після себе плід, схожий на маленьку зелену коробочку на три, чотири або п'ять гнізд. Коробочки яйце- або кулеподібні зверху якої є дзьобик, по якому вони розкриваються. В плоді розвиваються білі нитки, якій й називаються бавовною. Розвиток бавовняного волокна розпочинається з дня цвітіння бавовнику. Ріст і розвиток клітин бавовнику триває до 70 днів. Коли плід бавовнику дозріває, коробочки лопаються, а довгі (25—36 мм) ніжні нитки висовуються з плодів і звисають як вата. У дикорослого бавовнику відсутнє, або дуже коротке волокно. На рослині може бути до 100 коробочок, а в кожному гнізді коробочки 5-11 насінин. Більш дозріле і вкрите довгими (волокно) і короткими (підпушок) волокнами насіння нижніх суцвіть.
Початковий період розвитку волокна характеризується тим, що воно росте в довжину і складається лише з кутикули в протоплазми. Перші суттєві відкладення целюлози починаються на 15-й — 17-й день після цвітіння. Волокна різного віку характеризуються товщиною целюлозної стінки. Чим «старше» волокно, тим товстіша його стінка. При висиханні волокно різко змінює свою форму. Однорідність у зовнішньому вигляді зникає і спостерігається дуже велика різнорідність зовнішнього вигляду; форма, яку волокна отримують після висихання визначається товщиною клітинної стінки.
Урожай бавовнику збирають в міру розкриття коробочок. Дозрівання коробочок триває 1,5-2 місяці, що заважає одночасному збиранню врожаю. Урожай збирали і руками, складаючи бавовну у фартух. При ручному зборі отримується найменш забруднена домішками бавовна-сирець. Поява перших бавовнозбиральних машин, яка навішувалася на трактор, давала змогу за один прохід збирати бавовну з двох поруч розташованих рядків рослин і за день збирати бавовну з 2,8 га, чим замінювала 20 збирачів. Складалася вона із кущепідіймачів, двох збиральних апаратів, двох вентиляторів, повітроводів і бункера. До заморозків бавовну-сирець збирають 2—3 рази, після першого заморозку — ще один раз з розкритих коробочок, а потім збирають всі коробочки, що не розкрилися. На полях, призначених для механізованого збирання, попередньо проводять дефоліацію (видалення листя хімічними препаратами) і після цього вже приступають до збору.
Волокно разом з насінням — бавовна-сирець — збирається на бавовноприймальних пунктах, звідки його відправляють на бавовноочисний завод, де відділяють волокна від насіння. Вміст насіння і волокна в бавовні-сирцю коливається в межах 25-35 % волокна і 68-70 % насіння. При переробці бавовникового насіння на бавовноочисних заводах, в процесі відділення волокна від насінин проходить розділення волокнистого покриття на три види: довге волокно (довжина 22—25 мм і більше йде для текстильної промисловості); більш коротке волокно довжиною від 3-8 мм до 20—22 мм, так званий бавовняний лінт; підпушок або дуже коротке бавовняне волокно. Найбільш довгі волоски від 20—25 мм і є бавовна-волокно. Коротші волоски — лінт — йдуть на виготовлення вати, а також для виробництва вибухових речовин.
На заводах бавовна-сирець машинним способом очищається від насіння. Відділення бавовникового насіння від бавовикового лінту проходить в лінтерувальних машинах, і після багаторазового лінтерування насінин бавовнику на їх поверхні залишається ще достатньо велика (3-7 % за вагою) кількість зовсім короткого волокна, так званого «підпушника» чи делінту.
Очищену бавовну пресують у тюки і перевозять на текстильні фабрики.
Волокно бавовни після очищення його від насіння, домішок воску і протеїну складається практично з чистої целюлози — природного полімеру.
| Плід бавовнику | Бавовник, дозрілий для збирання | Збір бавовни вручну (Індія, 2005 рік) | Розвантаження свіжозібраної бавовни із бавовнозбираючого модуля в Техасі | Бавовняні тюки (Теннесі, США) |

## Використання
Бавовна — ліквідний товар, що має стабільний попит. Приріст виробництва бавовни у світі становить близько 2 % на рік. Протягом останніх 10 років виробництво бавовни виросло на 24 %, урожайність — на 44 %, споживання — на 48 %.
З бавовни отримують тонку, рівномірну і міцну пряжу і роблять з неї найрізноманітніші тканини — від найтонших до товстих оббивних тканин. Волокна бавовни найчастіше переробляють в нитку (використовують для одержання пряжі), яку використовують для виготовлення м'якого, «дихаючого» текстилю, з якого шиють одяг, найпоширеніший серед видів одягу з натурального волокна, білизну, рушники, застосовують як сировину для виготовлення штучних волокон, як вихідний продукт для одержання нітратів целюлози — колоксиліну, піроксиліну, з яких, у свою чергу, продукують целулоїд, лаки, динаміт, бездимний порох тощо. Бавовна використовується для виробництва штучного скла, целофану, фото- і кіноплівки, лінолеуму, фурфуролу. В склад текстильних матеріалів бавовна може входити поряд з іншими волокнами: у суміші волокон льон-бавовна, льон-бавовна-капрон, льон-бавовна-лавсан, льон-бавовна-лавсан-віскоза та ін..
Технологічний процес виготовлення продукції в бавовняній промисловості є нетривалий і у прядильному виробництві займає 3-5 днів: проходить 5-10 стадій обробки, готовим продуктом є пряжа різних тексів (номерів); у ткацькому — 10 днів: пряжа обробляється на 6-7 стадіях і кінцевии продуктом є сурова тканина, а в обробному 5-6 днів: сировина надходить у вигляді суров'я, яке проходить більш як 10 операцій.
Бавовняний лінт слугує сировиною для хімічної переробки в ацетати і ксантогенати. Для отримання гомогенних ацетатів целюлози використовується коротке волокно довжиною 3-6 мм, при отриманні гетерогенного триацетату целюлози можливе використання більш довгого волокна.
З спеціального паперу з бавовни та льону виготовляються сучасні банкноти. Для виготовлення національної валюти України — банкнот гривні — використовується 100 % бавовняний папір.

## Виробництво в світі
Станом на 2016 рік на бавовняних полях Узбекистану і Північної Кореї все ще систематично використовується примусова праця.
| Перша десятка виробників бавовни-2011 (480-фунтові тюки) | Перша десятка виробників бавовни-2011 (480-фунтові тюки) |
| -------------------------------------------------------- | -------------------------------------------------------- |
| КНР                                                      | 33.0 млн тюків                                           |
| Індія                                                    | 27.0 млн тюків                                           |
| США                                                      | 18.0 млн тюків                                           |
| Пакистан                                                 | 10.3 млн тюків                                           |
| Бразилія                                                 | 9.3 млн тюків                                            |
| Узбекистан                                               | 4.6 млн тюків                                            |
| Австралія                                                | 4.2 млн тюків                                            |
| Туреччина                                                | 2.8 млн тюків                                            |
| Туркменістан                                             | 1.6 млн тюків                                            |
| Греція                                                   | 1.4 млн тюків                                            |
| Джерело:                                                 |                                                          |

## Виробництво в Україні

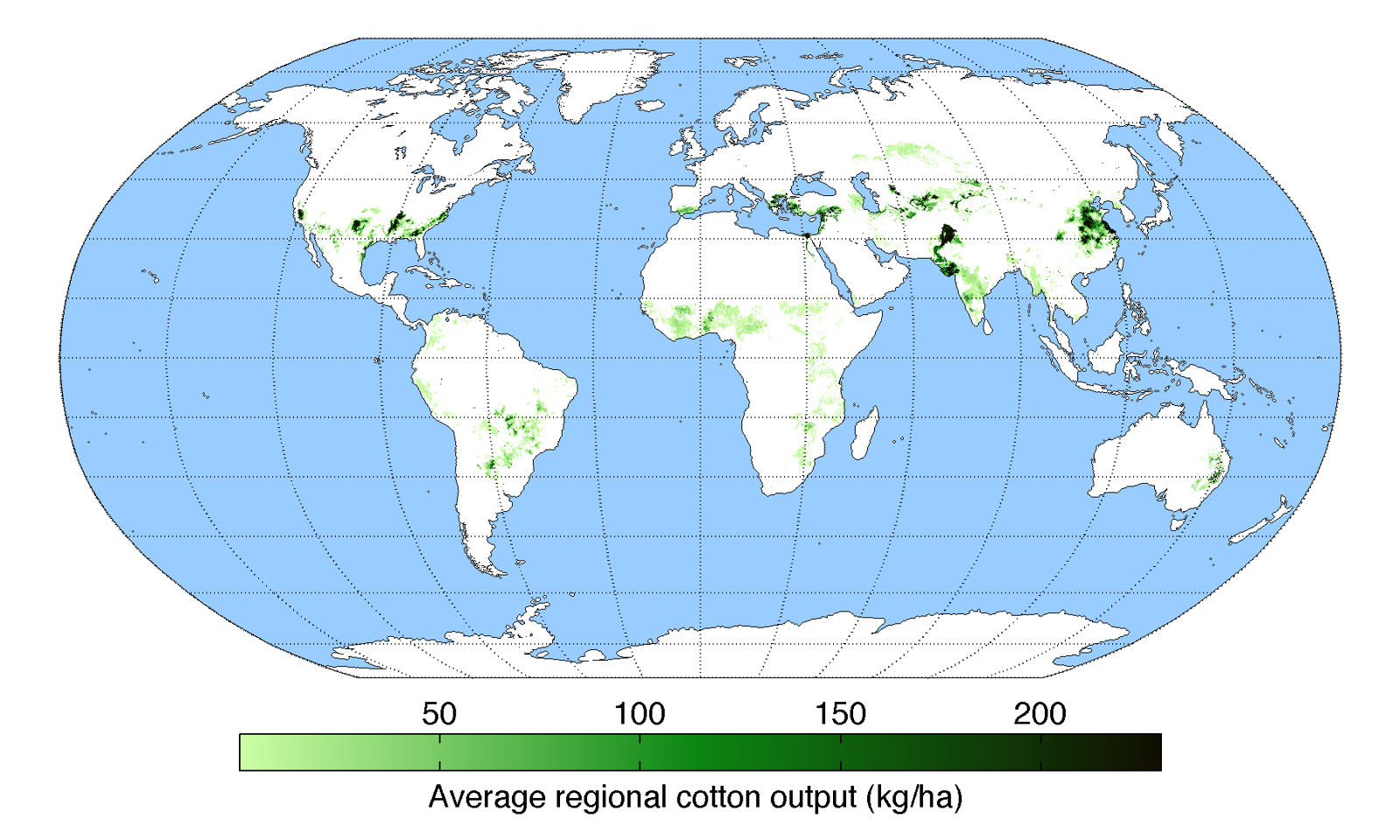
Виробництво бавовни у світі

В Україні вирощування бавовнику розпочалось в 1930 в Причорномор'ї — Херсонській, Миколаївській, Запорізькій, Одеській, Дніпропетровській і Донецькій областях, — в 1952 посівні площі його вже становили 475 тис. га, але з 1956 в зв'язку з успішним розвитком бавовнярства в Середній Азії, Казахстані та на Південному Кавказі бавовносіяння в Україні призупинили.
В СРСР (посівна площа під бавовник перевищувала 2 млн га, а врожай бавовни-сирцю 20 ц/га) вирощували близько 20 районованих сортів з різними біологічними і господарськими властивостями. В підвищенні врожайності бавовнику і зниженні затрат праці по догляду за посівами великого значення набуває застосування квадратно-гніздового способу сівби і механізація збирання бавовни.
В Україні бавовняні комбінати функціонують у Херсоні (ВАТ «Херсонський бавовняний комбінат») й Тернополі (ВАТ «Текстерно»); бавовнянопрядильний комбінат — у Донецьку, Львові, Долині; прядильна фабрика — у Полтаві, ватноткацька — в Києві, ткацькі фабрики — у Чернівцях, Івано-Франківську, Коломиї, Коростишеві та Радомишлі, ниткова фабрика — у Нікополі. Виробництво бавовняних тканин на одну особу за період 2003—2008 рр. було загалом стабільним, коливаючись у межах 0,7-1,1 м² на рік.
|                                      | 2003 | 2005 | 2007 | 2008 | 2008 у % до 2003 |
| ------------------------------------ | ---- | ---- | ---- | ---- | ---------------- |
| Загальне виробництво тканин, млн м²  |      |      |      |      |                  |
| — бавовняні тканини                  | 34,4 | 53,0 | 52,1 | 48,3 | 140,4            |
| Виробництво тканин на одну особу, м² |      |      |      |      |                  |
| — бавовняні тканини                  | 0,7  | 1,1  | 1,1  | 1,0  | 142,8            |

В України відсутня власна сировинна база. Науковці працюють над можливістю розв'язання проблеми забезпечення бавовною за рахунок відновлення її вирощування на півдні України. Результати досліджень доволі суперечливі. Іноземними фахівцями на міжнародному семінарі у Китаї ще у 2005 році був зроблений категоричний висновок, що текстильна промисловість України фактично не має власної сировинної бази. Тому й учасники наради бачили майбутнє України як посередника у просуванні на європейський ринок товарів текстильної промисловості Китаю. При радянському ладі Україна одержувала бавовну переважно з Узбекистану (найбільші площі були зайняті в Узбекистані — 61 %), Туркменістану.
Досвід минулих років показав, що частина степових районів України цілком придатна для бавовносіяння. 1930 р. продукція бавовни з 1 га перевищувала вартість зернової продукції в 10 разів. Так, бавовник на півдні Україні в Цюрупинському, Скадовському, Голопристанському, Очаківському районах і в Криму вже в 30-ті роки ХХ ст. став головною серед інших технічних і просапних культур.
1951 року врожайність бавовнику в більшості господарств України становила 21 ц/га, тоді як в інших країнах світу вона була на рівні 3,4—11,5 ц/га. У середньому за 1929—1955 рр. врожайність бавовни-сирцю в умовах зрошення становила 13,7 ц/га, без зрошення — 8,9 ц/га. Проте в наступні роки почалося скорочення посівів і 1958 р. повністю припинено вирощування бавовнику в Україні, що пов'язано з переорієнтацією стратегії економічного розвитку СРСР і вольовим рішенням керівництва країни.
Природні та екологічні умови на півдні України близькі до умов вирощування бавовнику в Болгарії, де він дає високі врожаї щороку як в умовах зрошення, так і на суходолі.
В Україні бавовна віднедавна вирощується на дуже обмежених площах в південних регіонах — в Криму, Херсонській, Дніпрі та Одеській областях.
Станом на 2010 рік бавовна є основною сировиною в Україні, що імпортується для виробництва текстильних виробів. Найбільшу частку текстильної сировини та тканин, що імпортуються, становить бавовна. Скорочення її імпорту можливе через виробництво пряжі з котонізованого льоноволокна в суміші з бавовною, що приводить до зменшення на 40-50 % в імпортній бавовні.

## У культурі
- Про бавовну знято науково-популярний фільм «Бавовна» («Київтехфільм», оператор Георгій Єфремов)
- (Документальний фільм)(рос.) Золото для партії. Бавовняна справа. Режисер: Ірина Чернова. Країна: Росія [Архівовано 26 грудня 2012 у Wayback Machine.] "Хлопковое дел..."  на YouTube [Архівовано 26 червня 2014 у Wayback Machine.] [джерело?]
- «12 років рабства». Режисер: Стів Макквін, країна: США, Велика Британія[що це?]
- Всесвітній день бавовни відзначається 7 жовтня. Цей день був започаткований у 2019 році.[28]
- Під час російського вторгнення в Україну став поширеним інтернет-мем про «бавовну», пов'язаний з тим, що приблизно з 2019 року в російських державних ЗМІ слово «взрыв» (укр. «вибух») почали заміняти на «хлопо́к» (укр. «ляск») для створення режиму інформаційного сприяння[29][30]. Українці створили каламбур та заради жарту почали перекладати слово «хлопок» як «бавовна» (рос. «хло́пок»), і це слово стало відомим інтернет-мемом, що позначає дивні вибухи на території Росії чи на окупованих територіях[31][32]. Згодом почали з'являтись навіть іронічні вирази, такі як «почастувати бавовною», що є евфемізмом на умисний підрив чого-небудь чи кого-небудь (наприклад, склад боєприпасів, російського офіцера чи колаборанта).